# チェ・デチョル
チェ・デチョル（朝: 최대철、1978年10月16日 - ）は大韓民国の俳優。A、Entertainment所属。

## 出演

### ドラマ
- 平和プリンセス（2011年、KBS2）
- 王家の家族たち（2013年、KBS2）- ワン・ドン役[1]
- 私はチャン・ボリ!（2014年、MBC）- カン・ネチョン役[2]
- 運命のように君を愛してる（2014年、MBC）- タク・グテ役
- 恋愛じゃなくて結婚（2014年、tvN）
- あなただけが私の愛（2014年、KBS）- ノ・ヨンギ役
- パパはスーパースター⁉（2015年、tvN）- シム・サンへ役
- 恋するジェネレーション（2015年、KBS2）- スイミングコーチ役
- 君を愛した時間（2015年、SBS）- ユン室長役[3]
- いとしのクム・サウォル（2015年、MBC）- イム・シロ役
- 我が家のはちみつの壺（2015年、KBS2）- イ・ペダル役[4]
- べクヒが帰ってきた（2016年、KBS2）- チャ・ジョンミョン役
- 雲が描いた月明り（2016年、KBS2）- マ・ジョンジャ役
- パーフェクトカップル～恋は試行錯誤～（2016年、SBS）- チャ・グムシム役[5]
- 内省的なボス（2017年、tvN）- カメオ出演
- 逆賊-民の英雄ホン・ギルドン-（2017年、MBC）- パク・ウォンジョン
- 姉は生きている（2017年、SBS）- カメオ出演
- ピョン・ヒョクの恋（2017年、tvN）- イ・テギョン役
- メロホリック（2017年、OCN）- キム・ジュスン役[6]
- ジャグラス（2017年、KBS2）- ポン・ジャンウ役[7]
- ピクニックに行く日（2017年、tvN）- カメオ出演
- 私が恋した男オ・ス（2018年、OCN）- ナム・ジソク役
- 一緒に暮らしませんか？（2018年、KBS2）- コ・ビョンジン役
- 僕が見つけたシンデレラ（2018年、JTBC）- カメオ出演
- がんばれ！プンサン（2019年、KBS2）- チョン・チルボク役[8]
- ダーリンは危機一髪！（2019年、KBS2）[9]
- 逆境の魔女
- 椿の花咲く頃（2019年、KBS2）- ファン・ギュシク役
- バガボンド（2019年、SBS）- キム・ドス役[10]
- レバレッジ：詐欺捜査団（2019年、TV朝鮮）- チョン・ハング役
- サイコパスダイアリー（2019年、tvN）- ゴン・チャンソク役[11]
- ボーンアゲイン（2020年、KBS2）- ソ・テハ役
- 昼と夜（2020年、tvN）- ユン・ソルピク役
- こんにちは? 私だよ!（2021年、KBS2）- パク・ジョンマン役
- オーケー! グァン姉妹（2021年、KBS2）- ぺ・ビョンホ役[12]
- アンダーカバー（2021年、JTBC）- チュ・ドンウ役
- 調査官ク・ギョンイ（2021年、JTBC）- ハ・ソンテ役[13]
- イブ（2022年、tvN）- カメオ出演
- ゴールデンスプーン（2022年、MBC）- イ・チョル役[14]
- 赤い風船（2022年、TV朝鮮）-チョ・デグン役